# Крістін Нефф
Крістін Нефф (англ. Kristin Neff, 6 листопада 1966, [де?]) — американська професорка кафедри педагогічної психології Техаського університету, провідна фахівчиня з питань психології самоспівчуття.

## Життєпис
Впродовж двох років Крістін Нефф навчалася в докторантурі Денверського університету, досліджуючи психологічні аспекти проблеми самооцінки. Після цього Крістін Нефф отримала ступінь доктора філософії Каліфорнійського університеті в Берклі.

## Дослідження
Ще під час останнього курсу аспірантури Крістін зацікавилася буддизмом і відтоді практикує «медитацію прозріння». Виконуючи свою постдокторську роботу, вона вирішила провести дослідження проблем співчуття до себе — центральної конструкції буддійської психології, яка ще не була досліджена емпірично.
К. Нефф є авторкою понад 40 наукових статей про вплив самоспівчуття на загальний стан людини.
Крім написання численних академічних статей і розділів книг на цю тему, вона є автором книги «Співчуття до себе: перевірена сила доброзичливості до себе» (англ. Self-Compassion: The Proven Power of Being Kind to Yourself), яку було перекладено 14 мовами. Її нова книга, що побачила світ у 2021 році — «Люте самоспівчуття: як жінки можуть використати доброту, щоб висловлюватися, заявляти про свою силу та процвітати» (англ. Fierce Self-Compassion: How Women Can Harness Kindness to Speak Up, Claim Their Power and Thrive) користується неабиякою популярністю.

Разом зі своїм колегою доктором Крісом Гермером вона розробила восьмитижневу програму тренінгів із самоспівчуття — «Усвідомлене самоспівчуття» (англ. Mindful Self-Compassion). Ця програма активно використовується в різних країнах світу.
Вони були також співавторами «Навчальний посібник з усвідомленого самоспівчуття» (англ. The Mindful Self-Compassion Workbook), а також «Навчання програмі усвідомленого самоспівчуття: посібник для професіоналів»(англ. Teaching the Mindful Self-Compassion Program: A Guide for Professionals). Вона також є співзасновницею некомерційного «Центру усвідомленого самоспівчуття» (англ. Center for Mindful Self-Compassion).

Крістін є піонером у галузі дослідження самоспівчуття. Вона розробила шкалу для вимірювання рівня спроможності особистості до самоспівчуття. К. Нефф визнали однією і найбільш впливових та авторитетних психологів-дослідників сучасності.